# Герольдсгрюн
Герольдсгрюн (нем. Geroldsgrün) — община в Германии, в земле Бавария. 
Подчиняется административному округу Верхняя Франкония. Входит в состав района Хоф.  Население составляет 2919 человек (на 31 декабря 2010 года). Занимает площадь 15,57 км².
Коммуна подразделяется на 13 сельских округов.

## Население
По оценке на 31 декабря 2015 года население общины Герольдсгрюн составляет 2916 чел. 

| Дата      | 1840 | 1871 | 1900 | 1925 | 1939 | 1950 | 1961 | 1970 | 1987 | 2011 |
| --------- | ---- | ---- | ---- | ---- | ---- | ---- | ---- | ---- | ---- | ---- |
| Население | 2098 | 2682 | 2803 | 3456 | 3532 | 4352 | 4119 | 4170 | 3500 | 2980 |

| Год       | 1960 | 1970 | 1980 | 1990 | 2000 | 2009 | 2010 | 2011 | 2012 | 2013 | 2014 | 2015 |
| --------- | ---- | ---- | ---- | ---- | ---- | ---- | ---- | ---- | ---- | ---- | ---- | ---- |
| Население | 4092 | 4177 | 3747 | 3661 | 3269 | 2977 | 2919 | 2929 | 2915 | 2916 | 2942 | 2916 |